# Talang Indah (Bunga Mas)
Talang Indah is een bestuurslaag in het regentschap Zuid-Bengkulu van de provincie Bengkulu, Indonesië. Talang Indah telt 524 inwoners (volkstelling 2010).